# Władysław Jagiełło (1910–1997)
Władysław Jagiełło, ps. Król, Władysław (ur. 15 sierpnia 1910 w Warszawie, zm. 17 listopada 1997 tamże) – polski działacz socjalistyczny i niepodległościowy, poseł do Krajowej Rady Narodowej oraz na Sejm Ustawodawczy. Brat Konstantego Jagiełły.

## Życiorys
Robotnik. Od 1925 organizator gromady Czerwonego Harcerstwa na Powiślu w Warszawie. Od 1926 sekretarz Koła OM TUR im. Ksawerego Praussa na Powiślu. Od 1927 członek Komitetu Dzielnicowego Polskiej Partii Socjalistycznej „Powiśle”. Organizator Robotniczej Drużyny Sportowej na Powiślu. Członek Akcji Socjalistycznej (milicyjnej formacji PPS).
W sierpniu 1939 zmobilizowany do wojska. W trakcie kampanii wrześniowej uczestniczył w obronie Lwowa.
W czasie okupacji niemieckiej został zwerbowany przez wieloletniego znajomego Stanisława Poleczkę do konspiracyjnej organizacji „Barykada Wolności” skupionej wokół Stanisława Dubois, zostając następnie aktywnym organizatorem wewnątrz tejże. Członek organizacji warszawskiej organizacji Polscy Socjaliści, a następnie Robotniczej Partii Polskich Socjalistów. Początkowo zastępca Jana Mulaka w wydziale wojskowym „Barykady Wolności”. Od 1940 organizator i członek Komendy Formacji Bojowo-Milicyjne Polskich Socjalistów. Uczestnik powstania warszawskiego na Powiślu w Elektrowni Warszawskiej, potem w Śródmieściu w oddziałach Armii Ludowej i Polskiej Armii Ludowej.
17 września 1944 wraz z kpt. Konstantym Kaługinem i czterema oficerami ze sztabu Armii Krajowej przedostał się kanałami na Mokotów, a następnie 20 września na drugi brzeg Wisły celem nawiązania kontaktu z Armią Czerwoną. Po przesłuchaniach jako jedyny został zwolniony. Zgłosił się w Lublinie do Edwarda Osóbki-Morawskiego. Otrzymał stopień kapitana i został powołany na inspektora do spraw specjalnych zleceń PKWN. 
Organizator odtworzonej Organizacji Młodzieży TUR, członek jej Komitetu Centralnego (1944–1946). Od 17 listopada 1944 do 17 grudnia 1947 członek Rady Naczelnej „lubelskiej” PPS. Od 17 grudnia 1947 do 30 września 1948 członek Centralnej Komisji Rewizyjnej PPS. I sekretarz wojewódzkiego Komitetu PPS (od 18 marca 1945 do 24 lutego 1946) oraz stołecznego komitetu PPS (od 28 lipca 1946 do 31 sierpnia 1947). Do 30 września 1948 był członkiem stołecznego komitetu PPS.
Od 31 grudnia 1944 poseł do Krajowej Rady Narodowej. Radny Rady Narodowej w Warszawie. Od 1947 poseł na Sejm Ustawodawczy. 30 września 1948 usunięty w ramach czystek z PPS i Związku Parlamentarnego Polskich Socjalistów. 
Działacz Związku Bojowników o Wolność i Demokrację. W latach 80. aktywny działacz PPS. 
Był mężem Stefani z domu Pilarskiej (zm. 1996). 
Zmarł 17 listopada 1997, pochowany na cmentarzu Powązkowskim (kwatera 128-5-29). 

## Odznaczenia
- Warszawski Krzyż Powstańczy[6]
- Medal za Warszawę 1939–1945 (17 stycznia 1946)[7]
- Pamiątkowy Medal z okazji 40. rocznicy powstania Krajowej Rady Narodowej (1983)[8]